# Ruś (powiat ostródzki)
Ruś (niem. Reussen) – wieś w Polsce położona w województwie warmińsko-mazurskim, w powiecie ostródzkim, w gminie Morąg, nad jeziorem Ruskim.
W latach 1975–1998 miejscowość należała administracyjnie do województwa olsztyńskiego.
Wieś wzmiankowana w dokumentach z roku 1344, jako wieś czynszowa na 19 włókach. Pierwotna nazwa Rusche Gotswald najprawdopodobniej wywodzi się od osiadłych tu Rusinów. W roku 1782 we wsi odnotowano 20 domów (dymów), natomiast w 1858 w 49 gospodarstwach domowych było 307 mieszkańców. W latach 1937–1939 było 545 mieszkańców. W roku 1973 wieś należała do powiatu morąskiego, gmina Morąg, poczta Żabi Róg.